# Ruggero di Clare, II conte di Hertford
Ruggero di Clare, secondo conte di Hertford, quinto lord di Clare, quinto lord di Tonbridge, quinto lord di Cardigan (1116 – 1173), è stato un nobile normanno.

## Biografia
Era figlio di Riccardo di Clare e di Alice di Gernon. Potente signore del XII secolo, appare assieme a suo cugino Riccardo "Strongbow", conte di Pembroke, come uno dei firmatari del trattato di Wallingford, in cui Stefano d'Inghilterra riconobbe il principe Enrico Plantageneto come suo successore. Si trovava a firmare gli statuti di Canterbury e Dover nel 1156. L'anno successivo, ricevette da Enrico II una concessione su tutte le terre che poteva conquistare nel Galles del sud. Entrò quindi nel Cardigan e prese controllo dei castelli di Humfrey, Aberdovey, Dineir e Rhystud. Rhys ap Gruffydd, il principe del Galles del sud, si lamentò con Enrico II di quest'invasione; ma non essendo in grado di ottenere riparazione dal re d'Inghilterra, mandò suo nipote Einion ab Anarawd contro Humfrey e le altre fortezze acquisite dai normanni. Nel 1158 o 1160, di Clare avanzò con un esercito in soccorso del castello di Carmarthen, allora assediato da Rhys, e si accamparono a Dinweilir. Non osando attaccare il principe gallese, l'esercito inglese offrì la pace e si ritirò. Nel 1163, Rhys invase nuovamente le terre previamente conquistate da di Clare. Nel 1164, aiutò a redigere le Costituzioni di Clarendon. Dalla sua munificenza alla Chiesa e ai suoi numerosi atti di pietà, Ruggero fu chiamato il "Buon Conte di Hertford". Fu il fondatore del convento delle monache di Little Marcis, prima del 1163.

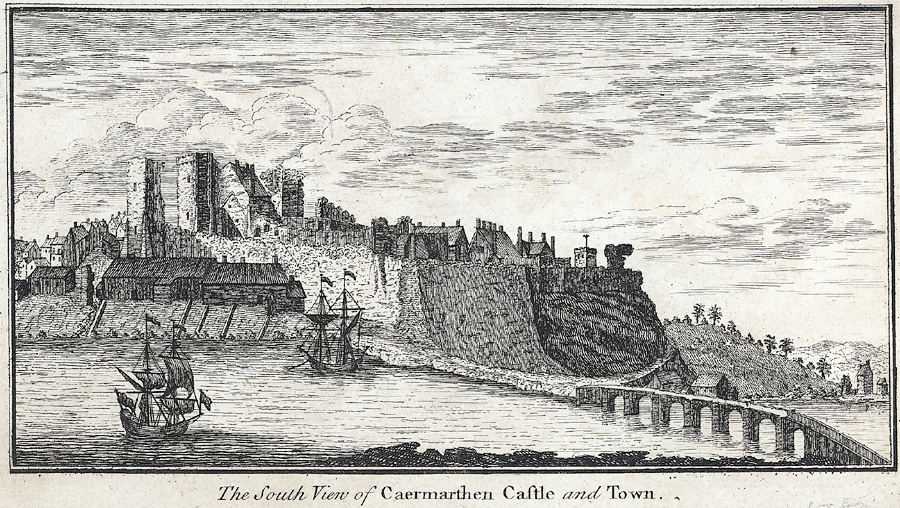
Il castello di Caermarthen in una stampa del 1820.

Una volta che tutto il Cardigan fu strappato dalle mani dei Normanni; Enrico II guidò un esercito in Galles nel 1165, anche se, secondo una cronaca gallese, Rhys aveva stretto una pace con il re nel 1164 e lo aveva persino visitato in Inghilterra. Le cause assegnate dalla cronaca gallese a questa nuova ondata di ostilità sono una mancanza di Enrico nel rispettare le sue promesse – presumibilmente di restituzione dei castelli conquistati – e, in secondo luogo, che Ruggero, conte di Clare, avesse ricevuto con onore Walter, l'assassino di Einion, nipote di Rhys. Per la terza volta il Cardigan venne invaso e i castelli normanni bruciati; ma è possibile che gli eventi assegnati dalle Annales Cambræ all'anno 1165 siano gli stessi assegnati dalla Brut y Tywysogion al 1163.
Negli anni successivi, Ruggero di Clare andò all'estero: lo si trova a Le Mans probabilmente intorno al Natale del 1160, e di nuovo a Rouen nel 1161. Nel luglio 1163 fu convocato dall'arcivescovo Tommaso Becket per rendere omaggio agli arcivescovi di Canterbury per il castello di Tunbridge. Egli rifiutò, sostenendo che deteneva il castello dal re e non dell'arcivescovo, e fu sostenuto da Enrico II. L'anno successivo, fu uno dei "riconoscitori" delle Costituzioni di Chiarandon.
All'inizio del 1170 fu nominato uno dei commissari del Kent, del Surrey e di altre parti dell'Inghilterra meridionale. Sembra che sia morto nel 1173, e certamente prima di luglio o agosto 1174, quando suo figlio Riccardo di Clare, III conte di Hertford andò dal re a Northampton.